# Maltese First Division 1919/1920
Soutěžní ročník Maltese First Division 1919/20 byl 9. ročníkem Maltese First Division, nejvyšší maltské fotbalové ligy. Soutěž byla v této sezóně rozšířena z 5 na 6 účastníků. Šampionem se poprvé v historii stala Sliema Wanderers.

## Tabulka
| Poř. | Tým              | Z | V | R | P | VG | OG | B |
| ---- | ---------------- | - | - | - | - | -- | -- | - |
| 1.   | Sliema Wanderers | 5 | 3 | 2 | 0 | 10 | 2  | 8 |
| 2.   | Ħamrun Spartans  | 5 | 3 | 1 | 1 | 10 | 5  | 7 |
| 3.   | Valletta United  | 5 | 2 | 2 | 1 | 9  | 3  | 6 |
| 4.   | Cottonera United | 5 | 1 | 3 | 1 | 5  | 8  | 5 |
| 5.   | Marsa United     | 5 | 1 | 1 | 3 | 4  | 5  | 3 |
| 6.   | Paola United     | 5 | 0 | 1 | 4 | 4  | 19 | 1 |

|  | Vítěz ligy |